# Pseudabryna
Pseudabryna – rodzaj chrząszczy z rodziny kózkowatych i podrodziny zgrzypikowych. 

## Zasięg występowania
Przedstawiciele tego rodzaju występują na Filipinach.

## Systematyka
Do Pseudabryna należą 4 gatunki:
- Pseudabryna aurorana
- Pseudabryna hieroglyphica
- Pseudabryna luzonica
- Pseudabryna quatuordecimmaculata